# 博利亞羅沃
博利亞羅沃是保加利亞的城鎮，位於該國東南部，距離首府揚博爾55公里，由揚博爾州負責管轄，面積39.40平方公里，海拔高度195米，受大陸性氣候影響，2009年人口1,303，居民主要信奉東正教。